# Simon Alois Huber

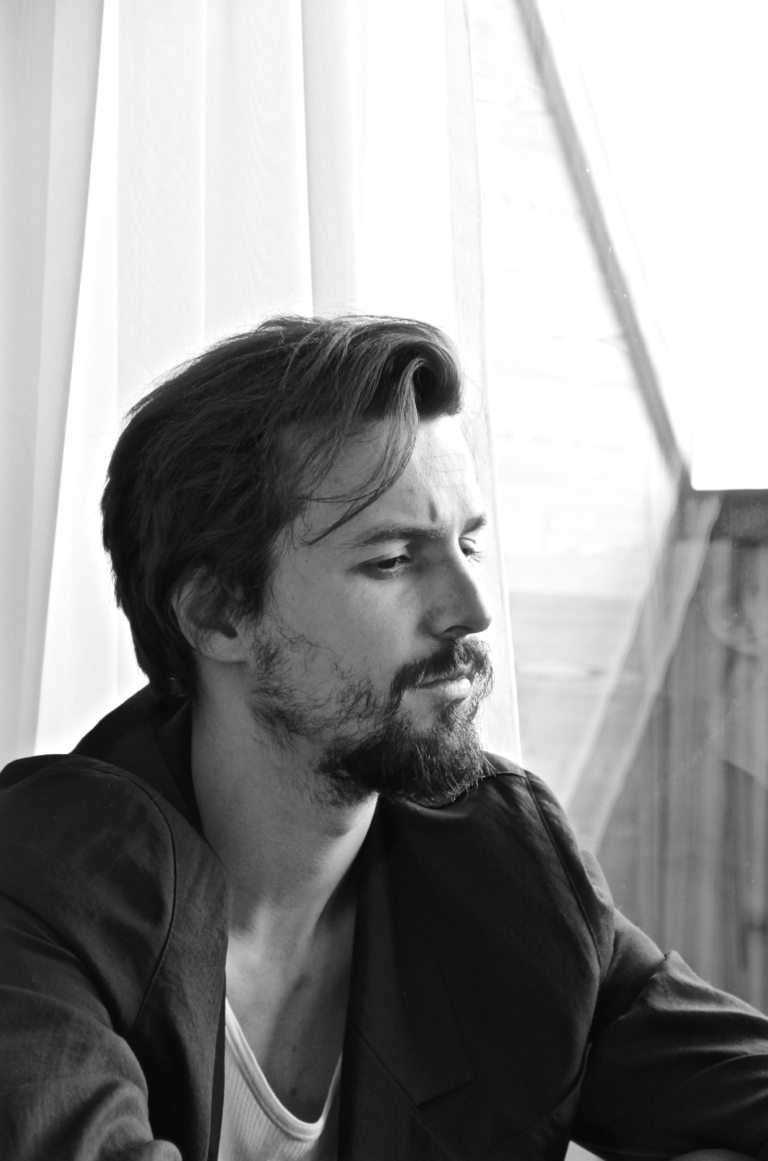
Simon Alois Huber (2017).

Simon Alois Huber (* 24. November 1986 in Tirol) ist ein österreichischer Theater- und Filmschauspieler.

## Leben und Wirken
Huber schloss sein Schauspielstudium 2010 in Wien ab. Zusätzlich absolvierte er die Masterclass bei Heribert Sasse.
In Folge war er in Deutschland, der Schweiz und Liechtenstein als Schauspieler tätig. Dort spielte er unter anderem an der Landesbühne Niedersachsen Nord, in der Rote Fabrik in Zürich, im Stadttheater Winterthur, im Theater Liechtenstein und im Theater Kosmos Bregenz.
2015 wirkte er im Kinofilm „Blockbuster – Das Leben ist ein Film“, Regie: Vlado Priborsky mit.
Seit 2016 ist er im WERK X in mehreren Produktionen zu sehen.
Seit 2017 spielt er "Alma, A Show Biz ans Ende" von Jehoschua Sobol, unter der Regie von Paulus Manker.
Im Sommer 2018 war er in "Der Verschwender" in den Raimundspielen Gutenstein unter der Leitung von Andrea Eckert zu sehen.
Huber wohnt heute in Wien und ist als freier Schauspieler tätig.

## Theater
- 2022: Antigone - Ein Requiem von Thomas Köck
- 2019: DEMOKRATISCHE NACHT – DU PROLET!
- 2018: Der Verschwender, Regie: Veronika Glatzner (Raimundspiele Gutenstein)
- 2018–2017: Alma, A Show Biz ans Ende, Regie: Paulus Manker (Roigkhallen Wiener Neustadt)
- 2018–2017: Demokratische Nacht, du Prolet!, Regie: Harald Posch (WERK X)
- 2017–2016: It's a free world, nach dem Drehbuch von Paul Laverty und dem Film von Ken Loach / Regie: Alexander Simon (WERK X)
- 2018 - 2016: My life as a terrorist, nach einem Film von Alexander Oey / Regie: Ali M. Abdullah (WERK X)
- 2018–2015: Ehrensache, Regie: Taki Papaconstantinou (Theater Katerland / Rote Fabrik, Zürich)
- 2016–2013: Die Verschwundenen – Desaparecidos, Regie: Taki Papaconstantinou (Theater Katerland / Rote Fabrik, Zürich)[1]
- 2016: Psychologie der Gesundheit und Beeinträchtigung, Autor: Susanna Hohlrieder / Regie: Susanna Hohlrieder (Universität Wien)
- 2015–2011: Virgins, Regie: Taki Papaconstantinou (Theater Katerland / Rote Fabrik, Zürich)[2]
- 2014: Kabale und Liebe, Regie: Dominik Schreiber (Albani, Winterthur)
- 2014: Galapagos – Die Urknalltheorie, Regie: Senad Halilbasic (Wiener Wortstätten, Wien)[3]
- 2013: Seymour, Regie: Stephan Kasimir (Theater Kosmos, Bregenz)[4]
- 2013: Das Vermächtnis des Dr. Mabuse, Regie: Augustin Jagg / Hubert Dragaschnig (Theater Kosmos, Bregenz)
- 2011: Ronja Räubertochter, Regie: Natascha Kalmbach (Landestheater Niedersachsen Nord, Wilhelmshaven)
- 2010: Kabale und Liebe, Regie: Heribert Sasse (Theater in der Josefstadt, (Probebühne) Wien)
- 2009: The Night, Regie: Adrienne Ferguson / Howard Nightingale (Theater Center Forum, Wien)
- 2008: Das Spiel, Regie: Samuel Grundig (Theater Center Forum, Wien)
- 2008: Improvisation mit dem Ensemble Second City/Chicago (Vienna English Theatre, Wien)

## Filmografie
- 2021: Lena Lorenz: Eltern für mein Kind (Fernsehreihe)
- 2016: Neil Taylor - Your Very Own Rockstar
- 2015: Blockbuster – Das Leben ist ein Film (Kino)
- 2013: Der letzte Zug (Kurzfilm)
- 2013: Gefrorenes Lächeln (Kurzfilm)
- 2013: Barfuß mit Schuhen (Kurzfilm)
- 2011: Die Ärzte – Allein (AP)
- 2011: Siquet (Kurzfilm)
- 2011: Nek – Laura non’ce (AP)
- 2010: Welke Rosen (Kurzfilm)
- 2009: Fables Last Stand – Don’t come down (Musikvideo)
- 2009: Lifeline (Pilotfilm)
- 2008: Die Probe (Kurzfilm)